# Palos de la Frontera
Palos de la Frontera é um município da Espanha na província de Huelva, comunidade autónoma da Andaluzia. Tem 49,3 km² de área e em 2021 tinha 12 001 habitantes (densidade: 243,4 hab./km²).
Foi desta localidade que os navios de Cristóvão Colombo partiram à descoberta da América em 1492. E do mesmo porto zarpou em 1499 o codescobridor do continente americano Vicente Yáñez Pinzón, numa viagem que o tornaria o primeiro europeu a atingir o Brasil, em 26 de janeiro de 1500.

## História
A data oficial de fundação de Palos é 1322, quando a cidade foi concedida a Alonso Carro e a esposa de Carro, Berenguela Gómez, por Afonso XI de Castela, embora a cidade possa ter sido ocupada durante séculos anteriores por paleolíticos, tartessianos, romanos, visigodos e muçulmanos. habitantes. O nome de Palos é derivado da palavra latina palus (“lagoa”). Adquiriu seu “sobrenome” como Palos de la Frontera em maio de 1642.
À época da sua criação como vila por Afonso XI, Palos fazia parte do reino almóada de Niebla, e era um pequeno núcleo cuja população vivia da pesca e aproveitava a proteção geográfica da área contra piratas e tempestades.
Álvar Pérez é considerado o verdadeiro fundador da cidade. Ele tinha apenas quatorze anos quando Juan I de Castela lhe concedeu as cidades de Palos e Villalba del Alcor em 1379 para compensar o fato de Pérez de Guzmán ter sido forçado a desistir de Huelva e Gibraleón, que haviam passado a fazer parte do condado de Medinaceli. Álvar Pérez de Guzmán recebeu de Juan I o direito de tributar as primeiras cinquenta famílias que se instalaram em Palos, e começou a utilizar as terras ao redor de Palos para o cultivo de oliveiras e produção de azeite. Após a morte de Álvar Pérez de Guzmán, sua viúva, Elvira de Ayala, filha do chanceler de Castela, continuou o trabalho de seu marido até sua morte em 1434.
Considera-se que a idade de ouro de Palos ocorreu no século XV (especialmente entre 1470 e 1479), quando aumentou a sua população para 2 500 habitantes e floresceu a sua economia, baseada na pesca e nas expedições marítimas à Guiné. Palos aproveitou a Guerra da Sucessão Castelhana, que se tornou uma guerra entre Castela e Portugal, para desafiar o domínio português do comércio atlântico. As forças navais castelhanas sempre incluíram nativos de Palos, considerados especialistas em navegação:
| “ | […] porque só os homens de Palos conhecem o antigo mar da Guiné, e estavam habituados a combater os portugueses desde o início da guerra, e a arrebatar-lhes os escravos adquiridos em troca de mercadorias vis | ” |
|   | — Afonso de Palencia, Crónica de Enrique IV. |   |

No entanto, a guerra terminou em derrota para as forças castelhanas, e Fernando e Isabel, no Tratado de Alcáçovas (1479) abriram mão de todos os direitos sobre as terras e mares atlânticos e africanos, com exceção das Ilhas Canárias, que permaneceram castelhano. Muitos nativos de Palos, no entanto, violaram o acordo e invadiram as rotas marítimas portuguesas no Atlântico.
Em 3 de agosto de 1492, a Pinta, a Niña e a Santa María partiram de Palos. A bordo estavam a tripulação espanhola de Cristóvão Colombo e os irmãos Pinzón, que eram nativos de Palos. Palos é também o local do Mosteiro da Rábida, onde Colombo consultou os franciscanos sobre seus planos de organizar uma expedição de descoberta. Os três navios espanhóis desembarcaram na América em 12 de outubro de 1492. A Santa María naufragou em águas americanas, mas os outros dois navios retornaram a Palos em 15 de março de 1493.
Palos desempenharia um papel fundamental na colonização e cristianização do Novo Mundo nos séculos seguintes. La Rábida desempenharia um papel central na evangelização cristã das Américas. Como La Rábida era um mosteiro franciscano, essa ordem teria um papel preponderante nessa cristianização, e alguns dos primeiros missionários eram nativos de Palos, entre eles Juan Izquierdo, Juan de Palos, Juan Cerrado, Pedro Salvador, Alonso Vélez de Guevara, Juan Quintero, Thomás de Narváez e Francisco Camacho.
Com o estabelecimento da Casa de Contratação em Sevilha em 1503, Palos sofreu um declínio. Os nativos de Palos emigraram para a América ou para Sevilha, e Palos logo teve poucos veleiros próprios. No século XVIII, a cidade tinha apenas cerca de 125 habitantes. No entanto, durante o mesmo século, investidores catalães estabeleceram uma indústria vitivinícola centrada em Palos, e a população lentamente atingiu seus níveis anteriores a 1492. Palos também se transformou em um centro de indústrias de camarão, e tornou-se também um centro de cultivo do “fresón de Palos” (morangos cultivados em Palos), que agora são exportados para a União Europeia.
Em 22 de junho de 1926, o primeiro hidroavião a cruzar o Atlântico, o Plus Ultra, decolou de Palos. A jornada, feita em seis etapas, terminou em Buenos Aires, Argentina. Afonso XIII deu o Plus Ultra à Armada Argentina, na qual serviu como avião dos correios; os argentinos doaram à Espanha uma estátua de Ícaro, que está situada em La Rábida. Afonso XIII também concedeu a Palos o status de cidade durante esse período.

## Demografia
| Variação demográfica do município entre 1991 e 2004[carece de fontes?] | Variação demográfica do município entre 1991 e 2004[carece de fontes?] | Variação demográfica do município entre 1991 e 2004[carece de fontes?] | Variação demográfica do município entre 1991 e 2004[carece de fontes?] |
| ---------------------------------------------------------------------- | ---------------------------------------------------------------------- | ---------------------------------------------------------------------- | ---------------------------------------------------------------------- |
| 1991                                                                   | 1996                                                                   | 2001                                                                   | 2004                                                                   |
| 6 750                                                                  | 6 884                                                                  | 7 314                                                                  | 7 897                                                                  |

## Cidade-gémea
- Lagos (Portugal)